# Paul Giger
Paul Giger (* 1952 in Herisau) ist ein Schweizer Violinist und Komponist.

## Biografie und Wirken
Giger erhielt seinen ersten Violinunterricht im Alter von acht Jahren. 1970/71 reiste er als Strassenmusiker durch Asien. Anschliessend absolvierte er ein Musikstudium in Winterthur und in Bern. Sein Lehrdiplom bei Peter Mezger legte er 1976 ab, sein Solistendiplom bei Ulrich Lehmann 1980. Danach war er drei Jahre lang Konzertmeister des Sinfonieorchesters St. Gallen; seit 1983 ist er freischaffend tätig.
Gigers Repertoire umfasst die Violinliteratur vom Barock bis zur Moderne. Weitere Schwerpunkte bilden Improvisation, Jazz und verschiedene Folkloretraditionen. Pierre Favre, Jan Garbarek, das Hilliard Ensemble und der Estnische Kammerchor gehörten neben vielen anderen zu seinen musikalischen Partnern.
Giger komponiert seit 1992 Chor-, Orchester- und Kammermusik und hat bei ECM bisher sieben Aufnahmen unter eigenem Namen vorgelegt. In einigen seiner Kompositionen und als Interpret spielt er eine Violino d'amore, ein Unikat mit 5 Spielsaiten und 6 Resonanzsaiten, sowie auf Vindonissa auch eine Viola d’amore.

## Musikalien
- Chartres. Special Music Edition, Maur 1995

## Diskografie
- Chartres. Violine solo, ECM Records (1989)
- Alpstein. Violine mit Jan Garbarek (Saxophone), Pierre Favre (Perkussion), ECM Records (1991)
- Schattenwelt. Violine/Violino d’amore solo, ECM Records (1993)
- Ignis. Estonian Philharmonic Chamber Choir, String Trio, ECM Records (2000)
- Vindonissa. Violine/Violino d'amore/Viola d'amore mit Robert Dick (Flöte), Satoshi Takeishi (Perkussion), ECM Records (2003)
- Towards Silence. Violine/Violino d’amore mit Marie-Louise Dähler (Cembalo), ECM Records (2007)
- Ars moriendi (2022). Violine/Violino d'Amore mit Franz Vitzthum (Countertenor), Marie-Louise Dähler (Cembalo/Truhenorgel), Pudi Lehmann (Gongs/Percussion), Carmina Quartett, ECM Records (2022)